# Ryne Sanborn
Ryne Andrew Sanborn (Salt Lake City, Utah, 3 de fevereiro de 1989) é um ator estado-unidense. 
Fez "Criança da Luz" nos Jogos Olímpicos de inverno de 2002 na sua cidade natal. Ele também interpretou Jason em High School Musical. Ele atualmente vive em Taylorsville, Utah e estuda no Colégio Taylorville. Ele joga hockey para sua escola como também para o Utah Stars Traveling Team.
Ele interpreta Jason Cross em High School Musical 2, gravado em abril de 2007.

## Filmografia
- 2008 - High School Musical 3
- 2008 - As aventuras do menino do alimento
- 2007 - High School Musical 2
- 2006 - High School Musical
- 2003 - Everwood
- 1998 - Tocado por um anjo
- 1997 - Não nesta Cidade

## Participações
- 2006 - Zoey 101 (Nickelodeon)
- 2002 - XIX Jogos Olimpicos de Inverno (Cerimônia de Abertura)